# 님로드 원정

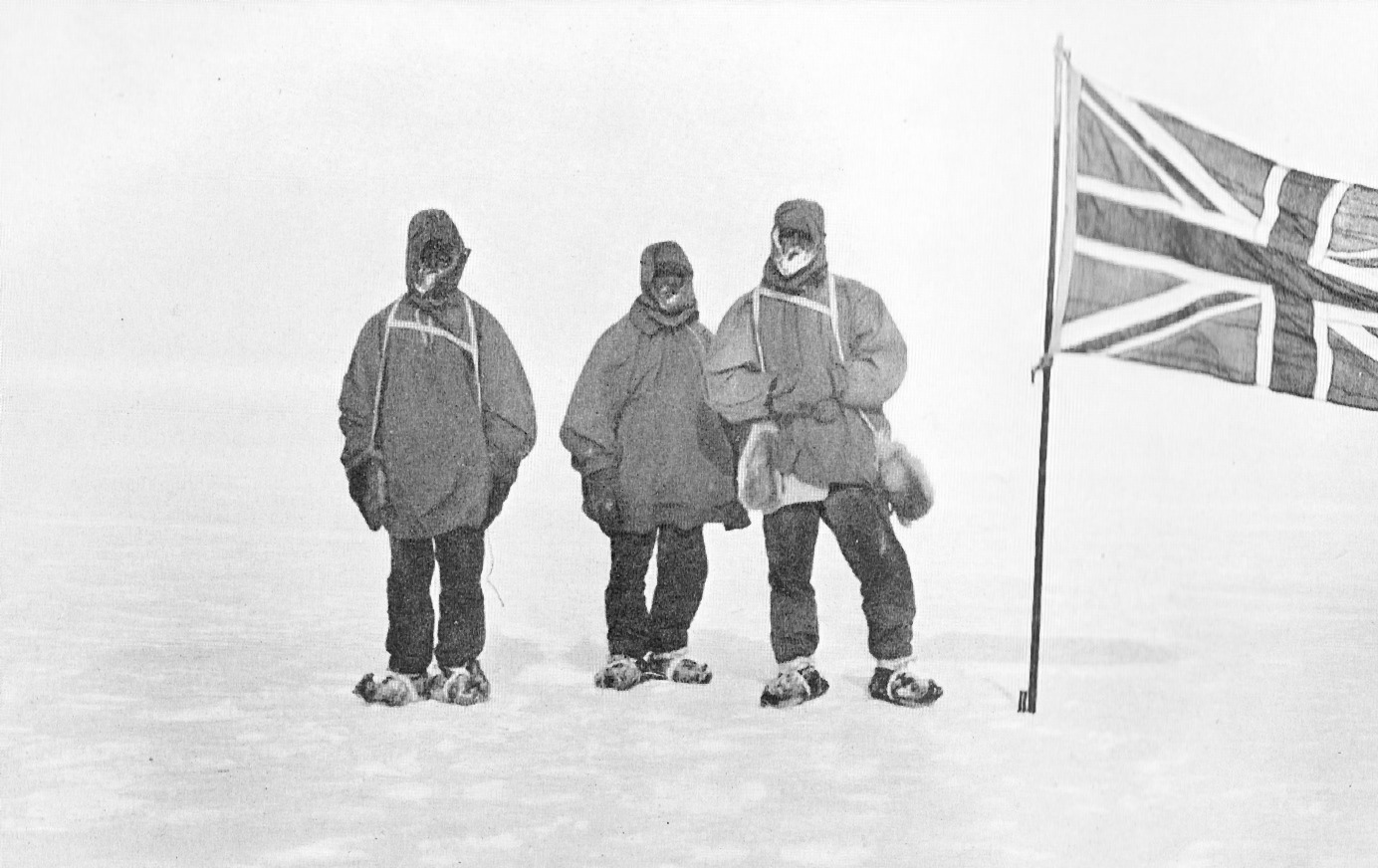
1909년 1월 9일 유니언 잭을 최남단 위치인 88° 23'에 꽂는 제임슨 애덤스, 프랭크 와일드, 에릭 마셜 (왼쪽부터 오른쪽). 사진 촬영은 탐험대장인 어니스트 섀클턴이 하였다.

님로드 원정(영어: Nimrod Expedition)은 어니스트 섀클턴이 이끄는 3개의 성공적인 남극 탐험 중 첫 번째이다. 다양한 지리적 및 과학적 목표 중 주요 목표는 남극에 첫 번째로 도달하는 것이었다. 달성되지 않았지만 탐험대의 남쪽 행군은 극에서 불과 97.5 해리 (180.6 km; 112.2 mi) 떨어진 최남단 위도 88° 23'에 도달했다.

## 같이 보기
- 남극 탐험의 영웅시대